# Chris Mazdzer
Chris Mazdzer né le 26 juin 1988 à Pittsfield est un lugeur américain.

## Carrière
Il fait ses débuts internationaux en Coupe du monde en 2006-2007, puis prend part à ses premiers Jeux olympiques à Vancouver en 2010 auxquels il prend la treizième place en simple. Le lugeur réalise ses meilleures performances lors de la saison 2013-2014 avec deux podiums consécutifs en Coupe du monde à Whistler et à Paramonovo.

## Palmarès

### Jeux olympiques d'hiver
- médaille d'argent en individuelle en 2018.

### Championnats du monde
- médaille de bronze par équipe en 2020.

### Coupe du monde
- 12 podiums individuels : 
  - en simple : 2 victoires, 4 deuxièmes places et 4 troisièmes places.
  - en sprint : 1 victoire.
  - en double : 1 deuxième place.
- 12 podiums en relais : 1 victoire, 9 deuxièmes places et 2 troisièmes places.

#### Détails des victoires en Coupe du monde
| Édition   | Piste                 | Total |
| 2014-2015 | Calgary (sprint)      | 1     |
| 2015-2016 | Lake Placid Park City | 2     |

### Championnats d’Amériques
- Médaille d'or en individuel en 2012, 2013, 2015 et 2018.
- Médaille d'argent en individuel en 2014, 2016 et 2019.
- Médaille de bronze en individuel en 2017.
- Médaille d'argent en doubles en 2019.